# Jack Warner
Vous lisez un « bon article » labellisé en 2022.
Ne doit pas être confondu avec Jack Warner, homme politique trinidadien.
Pour les articles homonymes, voir Warner.
Jack Leonard Warner, né Jacob Warner le 2 août 1892 et mort le 9 septembre 1978, est un producteur de cinéma américain d'origine canadienne, président et force motrice de Warner Bros. Studios de Burbank, en Californie. La carrière de Jack Warner s'étend sur quarante-cinq ans, une durée qui dépasse celle de tous les autres magnats des studios hollywoodiens.
En tant que codirecteur de la production à Warner Bros. Studios, il travaille avec son frère, Sam Warner, pour obtenir la technologie nécessaire au premier film parlant de l'industrie cinématographique, Le Chanteur de jazz (1927). Après la mort de Sam, Jack se heurte à ses frères aînés survivants, Harry et Albert Warner. Il prend le contrôle exclusif de la société de production cinématographique dans les années 1950, lorsqu'il achète secrètement les parts de ses frères dans l'entreprise après les avoir convaincus de participer à une vente conjointe d'actions.
Bien que Jack Warner soit craint par nombre de ses employés et qu'il inspire le ridicule par ses tentatives d'humour inégales, il gagne le respect pour ses conseils astucieux et sa ténacité. Il recrute de nombreuses vedettes de la Warner Bros. et promeut les drames sociaux durs pour lesquels le studio est devenu célèbre. Adepte de l'esprit de décision, il déclare un jour : « Si j'ai raison cinquante et un pour cent du temps, je suis en avance sur le monde. »
Tout au long de sa carrière, il est considéré comme un personnage contradictoire et énigmatique. Bien qu'il soit un républicain convaincu, Jack Warner encourage les projets de films qui favorisent le programme du New Deal du président démocrate Franklin D. Roosevelt. Il s'oppose au fascisme européen et critique l'Allemagne nazie bien avant l'implication des États-Unis dans la Seconde Guerre mondiale. Opposant au communisme, il se présente après la guerre comme témoin amical devant le Comité parlementaire sur les activités antiaméricaines, nommant volontairement des scénaristes qui ont été licenciés parce qu'ils étaient soupçonnés d'être des communistes ou des sympathisants. Malgré son image publique controversée, Jack Warner est resté une force dans l'industrie cinématographique jusqu'à sa retraite au début des années 1970.

## Jeunesse
Jacob Warner, qui deviendra plus tard Jack L. Warner, naît à London, en Ontario, le 2 août 1892,,. Ses parents sont des immigrants juifs polonais en provenance du royaume du Congrès, et qui parlent principalement le yiddish,,,. Jack est le cinquième fils survivant de Benjamin Warner, cordonnier à Krasnosielc, et de Pearl Leah Eichelbaum,. Après leur mariage en 1876, le couple a eu trois enfants en Pologne, dont l'un décède en bas âge. L'un des enfants survivants est le frère aîné de Jack, Hirsch (plus tard connu sous le nom d'Harry).
La famille Warner vit dans un « monde hostile » où « les chevauchées nocturnes des cosaques, l'incendie des maisons et le viol des femmes (pendant les pogroms) faisaient partie du fardeau de la vie des Juifs du « shtetl » ». En 1888, à la recherche d'un meilleur avenir pour sa famille et lui-même, Benjamin se rend à Hambourg, en Allemagne, puis prend un bateau pour les États-Unis. Le nom de famille Warner est peut-être à l'origine « Wonsal » ou « Wonskolaser ». En arrivant à New York, Benjamin se présente sous le nom de « Benjamin Warner », et le nom de famille « Warner » lui demeure pour le reste de sa vie. Pearl Warner et les deux enfants du couple le rejoignent à Baltimore, dans le Maryland, moins d'un an plus tard. Là-bas, le couple a cinq autres enfants, dont Abraham (plus tard connu sous le nom d'Albert) et Sam Warner.

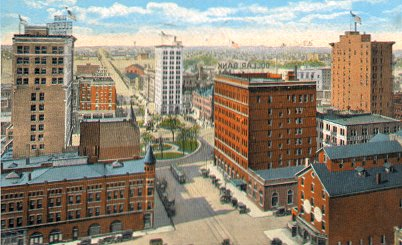
Youngstown en Ohio, c. 1910.

La décision de Benjamin Warner de s'installer au Canada au début des années 1890 fait suite au conseil d'un ami qui lui a dit qu'il pouvait gagner sa vie en troquant des articles en étain avec des trappeurs contre des fourrures. Leurs fils Jack et David naissent en Ontario,. Après deux années difficiles au Canada, Benjamin et Pearl Warner retournent à Baltimore, emmenant avec eux leur famille grandissante. Deux autres enfants, Sadie et Milton, s'ajoutent à la famille. En 1896, la famille s'installe à Youngstown, dans l'Ohio, suivant l'exemple d'Harry Warner, qui ouvre un atelier de réparation de chaussures au cœur de la ville industrielle naissante. Benjamin travaille avec son fils Harry dans l'atelier jusqu'à ce qu'il obtienne un prêt pour ouvrir un comptoir de viande et une épicerie au centre-ville.
Jack passe une grande partie de sa jeunesse à Youngstown. Il fait remarquer dans son autobiographie que ses expériences là-bas ont façonné sa sensibilité. Il écrit : « J. Edgar Hoover m'a dit que Youngstown était à l'époque l'une des villes les plus dures d'Amérique, et un lieu de rassemblement pour les voyous siciliens actifs dans la mafia. Il y avait un meurtre ou deux presque chaque samedi soir dans notre quartier, et les couteaux et les coups-de-poing américains étaient l'équipement standard des jeunes têtes brûlées qui rôdaient. »,. Jack Warner affirme avoir brièvement appartenu à un gang de rue basé à Westlake's Crossing, un quartier notoire situé juste à l'ouest du centre-ville. Entre-temps, il fait ses premiers pas dans le monde du spectacle dans la ville sidérurgique naissante, en chantant dans les théâtres locaux et en formant un bref partenariat commercial avec un autre aspirant « chanteur et danseur ». Au cours de sa brève carrière dans le vaudeville, il change officiellement son nom en Jack Leonard Warner. Le frère aîné de Jack, Sam, désapprouve ces activités de jeunesse. « Va devant, là où ils paient les acteurs », conseille Sam Warner à Jack. « C'est là qu'est l'argent. »,.

## Carrière professionnelle

### Premières entreprises commerciales

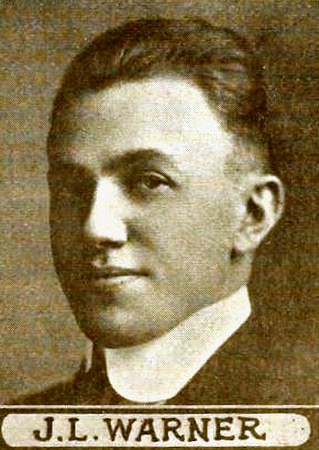
Jack Warner en février 1919.

C'est à Youngstown que les frères Warner font leurs premiers pas dans l'industrie du spectacle. Au début du XXe siècle, Sam Warner s'associe à un autre habitant de la ville et « reprend » l'Old Grand Opera House, qu'il utilise comme lieu de « vaudeville et de séances de photos bon marché ». L'entreprise échoue après un été. Sam Warner trouve alors un emploi de projectionniste à Idora Park (en), un parc d'attractions local. Il convainc la famille des possibilités du nouveau média et négocie l'achat d'un kinétoscope modèle B à un projectionniste qui n'a pas de chance. Le prix d'achat est de 1 000 $, et Jack Warner contribue à l'entreprise à hauteur de 150 $ en mettant en gage un cheval, selon sa nécrologie.
Les frères entreprenants projettent une copie bien usée de Le Vol du grand rapide dans tout l'Ohio et la Pennsylvanie avant de louer un magasin vacant à New Castle, en Pennsylvanie. Ce théâtre de fortune, appelé le Bijou, est meublé de chaises empruntées à un croque-mort local,. Jack, qui vit encore à Youngstown à l'époque, arrive les week-ends « pour chanter des chansons illustrées pendant les changements de bobines »,. En 1906, les frères achètent un petit cinéma à New Castle, qu'ils appellent le Cascade Movie Palace. Ils conservent le cinéma jusqu'à ce qu'ils se lancent dans la distribution de films en 1907. Cette année-là, les frères Warner créent la Duquesne Amusement Company, basée à Pittsburgh, une société de distribution qui s'avère lucrative jusqu'à l'arrivée de la Motion Picture Patents Company (également connue sous le nom d'Edison Trust) de Thomas Edison, qui fait payer des frais exorbitants aux distributeurs. En 1909, Harry accepte de faire entrer Jack dans l'entreprise familiale ; il envoie son jeune frère à Norfolk, en Virginie, où ce denier aide Sam à gérer une deuxième société de distributions de films. Plus tard dans l'année, les Warner vendent l'entreprise familiale à la General Film Company pour « 10 000 $ en espèces, 12 000 $ en actions privilégiées et des paiements sur une période de quatre ans, pour un total de 52 000 $ » (l'équivalent de 1 479 700 $ aujourd'hui).

### Création de Warner Bros.

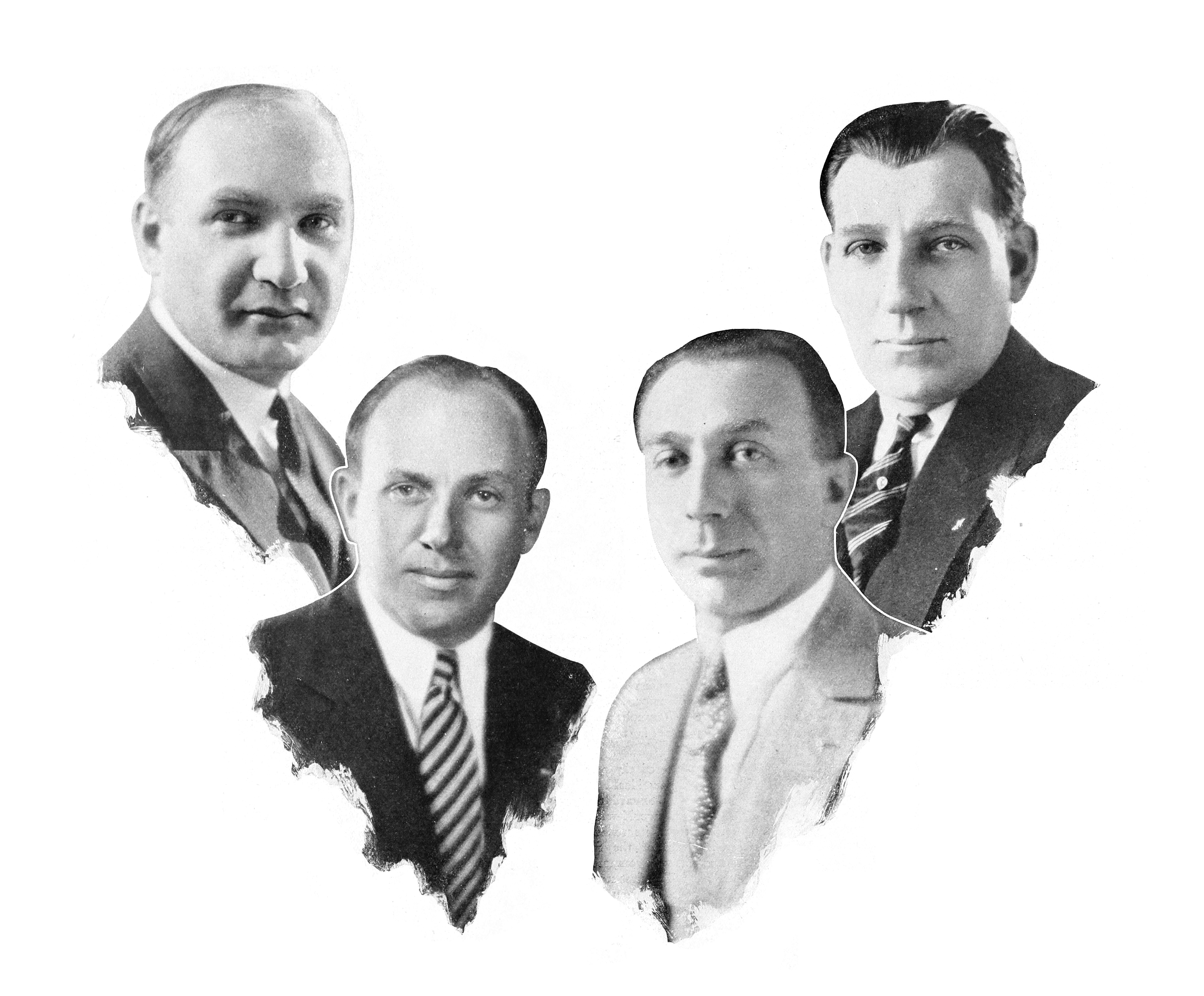
Les quatre frères Warner en 1925. De gauche à droite : Albert, Jack, Harry et Sam.

Les frères Warner mettent en commun leurs ressources et se lancent dans la production de films en 1910. Puis, en 1912, ils apportent leur soutien à l'Independent Motion Picture Company du cinéaste Carl Laemmle, qui conteste le contrôle monopolistique de l'Edison Trust. La même année, Jack Warner trouve un emploi de raccordeur de films à New York, où il assiste son frère Sam dans la production du film Dante's Inferno. Malgré le succès du film au box-office, Harry Warner reste préoccupé par la menace économique que représente l'Edison Trust. Il rompt donc avec Laemmle et envoie Jack établir une société de distribution de films à San Francisco, tandis que Sam fait de même à Los Angeles. Les frères sont bientôt prêts à exploiter le marché du film californien en pleine expansion. En 1917, Jack est envoyé à Los Angeles pour ouvrir une autre société de distribution. Leur première occasion de produire un film important se présente en 1918, lorsqu'ils achètent les droits cinématographiques de My Four Years in Germany, un roman à succès qui dénonce les atrocités allemandes pendant la guerre. Le film est un succès commercial et critique, et les quatre frères peuvent créer un studio en Californie. Dans ce nouveau studio, Jack devient co-directeur de la production avec son frère aîné, Sam. À ce titre, les deux frères s'occupent des nouveaux scénarios et des nouvelles intrigues, gèrent la production du film et cherchent des moyens de réduire les coûts de production.

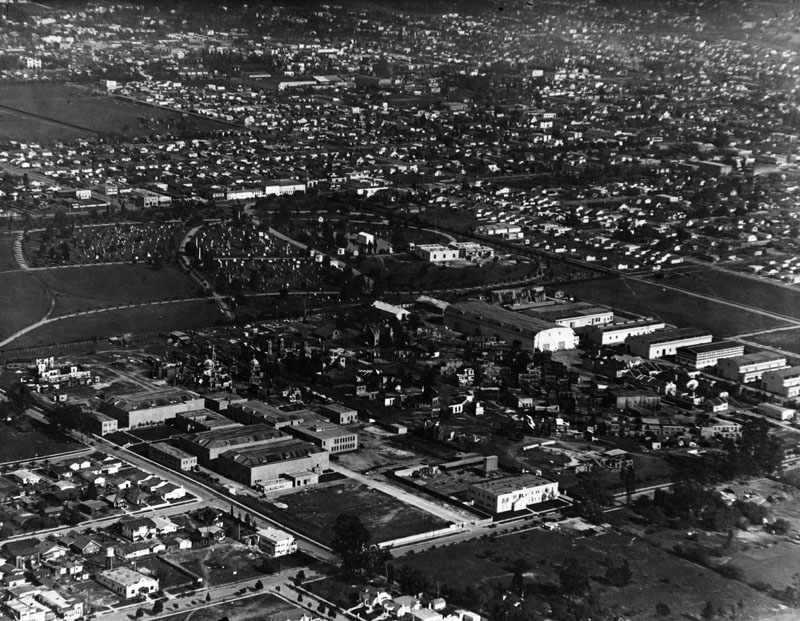
Studios de cinéma hollywoodiens en 1922.

Le studio poursuit le succès de My Four Years in Germany avec une série populaire intitulée The Tiger's Claw en 1919. La même année, le studio réussit moins bien à promouvoir Open Your Eyes, un tract sur les dangers des maladies vénériennes dans lequel Jack Warner fait sa seule apparition à l'écran. Pendant cette période, le studio réalise peu de bénéfices et, en 1920, les Warner obtiennent un prêt bancaire pour régler leurs dettes. Peu après, ils déplacent leur studio de production de Culver City, en Californie, à Hollywood, où ils achètent un terrain à l'angle de Sunset Boulevard et de Bronson Avenue, connu aujourd'hui sous le nom de Sunset Bronson Studios. Le nouvel emplacement et les installations plus modernes n'améliorent pas de manière significative l'image du studio, qui reste définie par ses comédies à petit budget et ses films osés sur le déclin de la moralité.
Les frères fondent la société Warner Bros. en 1923, avec Harry comme président, Sam et Jack comme vice-présidents chargés de la production et Albert comme trésorier. Harry et Albert demeurent à New York pour gérer l'aspect financier et les distributeurs tandis que Jack et Sam produisent les films en Californie.

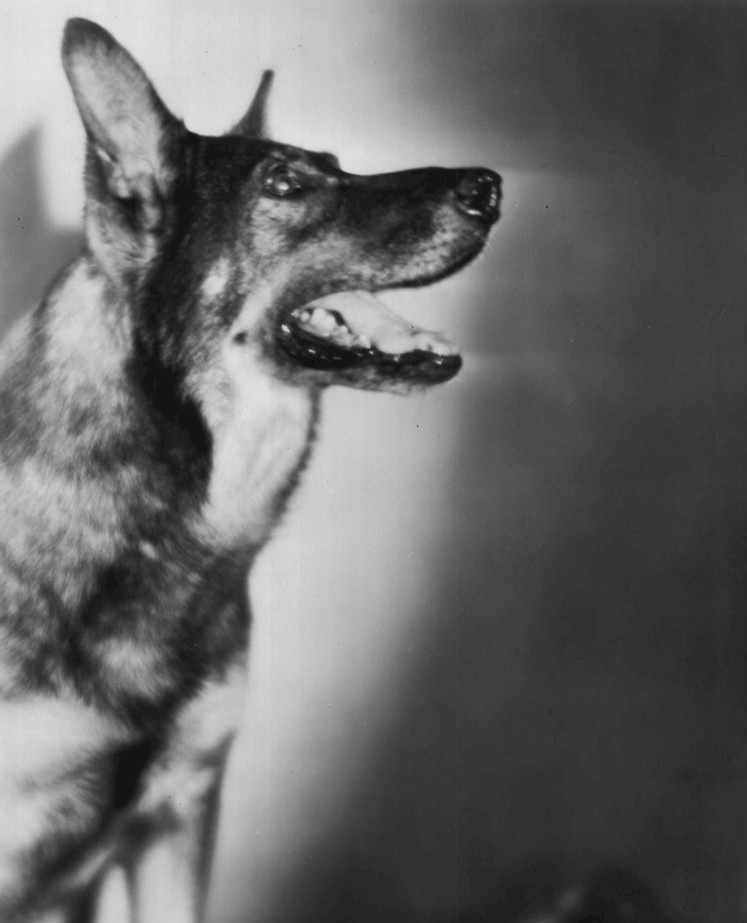
L'acteur canin Rintintin en 1929.

Le nouveau studio découvre un berger allemand dressé appelé Rintintin l'année même de sa création. Le chien fait ses débuts dans Where the North Begins, un film sur un chiot abandonné qui est élevé par des loups et qui se lie d'amitié avec un trappeur. Selon un biographe, les doutes initiaux de Jack Warner sur le projet sont levés lorsqu'il rencontre Rintintin, « qui semblait faire preuve de plus d'intelligence que certains des comédiens Warner »,. Rintintin s'avère être l'atout commercial le plus important du studio jusqu'à l'introduction du son. Le scénariste Darryl F. Zanuck produit plusieurs scénarios pour des films Rintintin et, pendant une année, il écrit plus de la moitié des longs métrages du studio. Entre 1928 et 1933, Darryl Zanuck est le bras droit et le producteur délégué de Jack Warner, un poste dont les responsabilités s'étendent à la production quotidienne des films. Malgré le succès de Rintintin et d'autres projets, Warner Bros. n'est pas en mesure de rivaliser avec les « Big Three » d'Hollywood — les studios Paramount, Universal et First National.
En 1925, le studio étend ses activités et acquiert la compagnie de production Vitagraph, basée à Brooklyn. La même année, Sam Warner incite son frère Harry à signer un accord avec Western Electric pour développer une série de courts métrages parlants utilisant la nouvelle technologie Vitaphone. Sam meurt d'une pneumonie en 1927 (juste avant la première du premier long métrage parlant, Le Chanteur de jazz), et Jack devient le seul responsable de la production. La mort de Sam laisse Jack inconsolable. Un biographe écrit : « Tout au long de sa vie, Jack a été réchauffé par l'optimisme ensoleillé de Sam, sa soif d'excitation, son esprit inventif, sa nature joueuse. Sam avait également servi de tampon entre Jack et son sévère frère aîné, Harry. »,. Dans les années qui suivent, Jack dirige le studio Warner Bros. de Burbank d'une main de fer. Après la mort de son frère, il devient de plus en plus difficile de traiter avec lui et il provoque le ressentiment de nombre de ses employés.
Alors que la famille pleure le décès soudain de Sam, le succès du Chanteur de jazz contribue à faire de Warner Bros. un grand studio. Alors que Warner Bros. n'a investi que 500 000 $ dans le film, celui-ci en rapporte 3 000 000 $ (l'équivalent de 44 160 000 $ aujourd'hui). Les cinq grands studios d'Hollywood, qui contrôlent la plupart des salles de cinéma du pays, tentent d'abord de bloquer l'essor du « cinéma parlant ». Face à cette opposition organisée, Warner Bros. produit douze « films parlants» rien qu'en 1928. L'année suivante, la toute nouvelle Academy of Motion Picture Arts and Sciences récompense la Warner Bros. pour avoir « révolutionné l'industrie avec le son ».

### La Grande Dépression
Le studio sort relativement indemne du krach de 1929 et produit un large éventail de films, dont des « comédies musicales », des « biopics », des « cape et d'épée » et des « films de femmes ». Comme l'observe Thomas Schatz, ce répertoire est « un moyen de stabiliser le marketing et les ventes, d'apporter efficacité et économie dans la production d'une cinquantaine de longs métrages par an, et de distinguer la production collective de la Warner de celle de ses concurrents ». La Warner Bros. devient cependant plus connue pour ses drames sociaux percutants, dont Jack Warner a tendance à soutenir la production. Parmi ces films figurent des classiques du gangstérisme tels que Le Petit César et L'Ennemi public, ainsi que Je suis un évadé, avec Paul Muni, qui est acclamé par la critique. Certains de ces films reflètent un changement surprenant (bien que temporaire) de la vision politique de Jack Warner. En 1932, malgré son association de longue date avec le parti républicain, il soutient ouvertement le candidat démocrate à la présidence, Franklin D. Roosevelt, en organisant un Motion Picture and Electrical Parade Sports Pageant au stade de Los Angeles en l'honneur de Roosevelt. Cette évolution préfigure une « ère au cours de laquelle Warner recrutera les auteurs les plus favorables au New Deal (souvent simultanément les plus à gauche) »,.

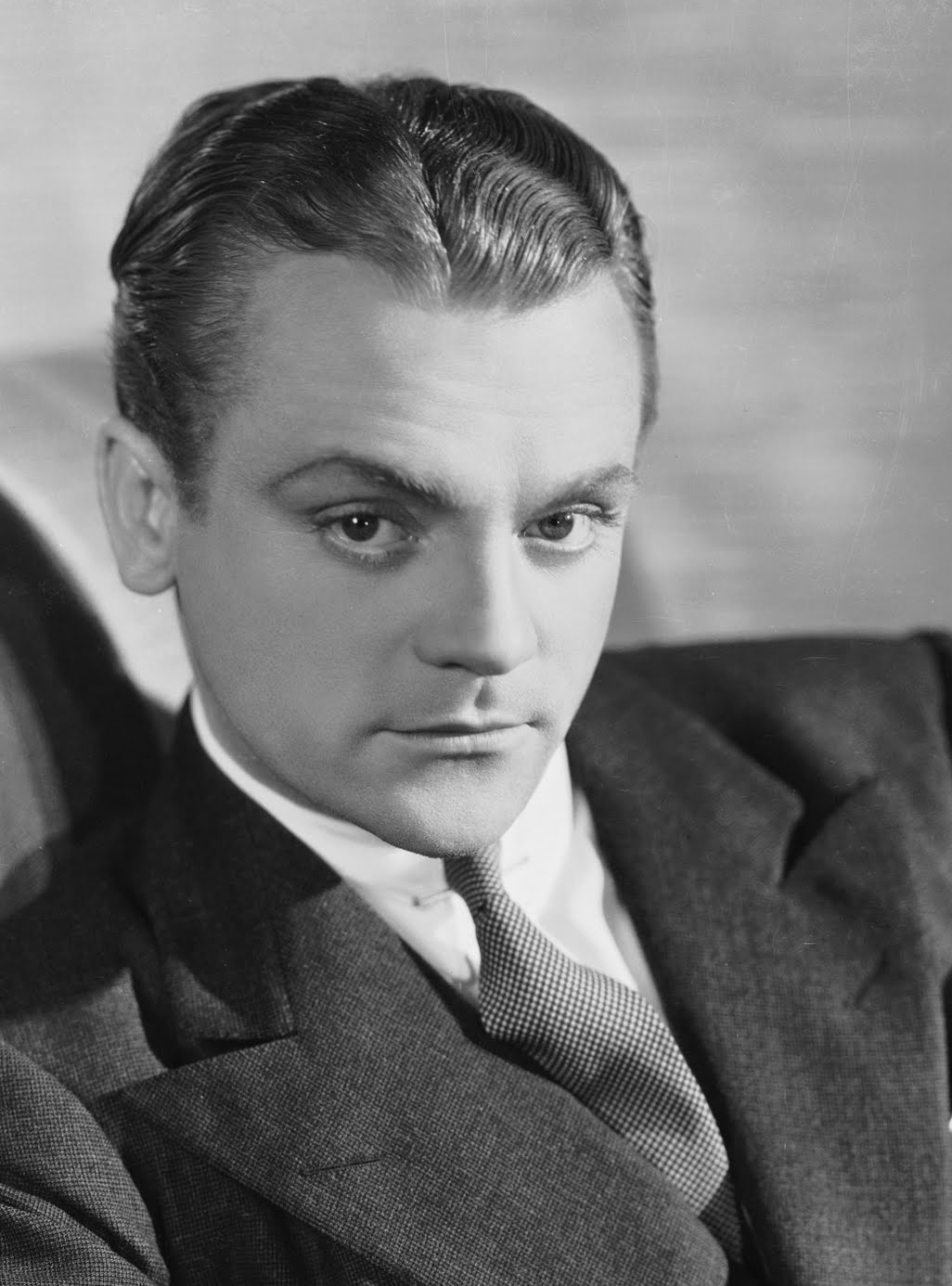
James Cagney réalise 38 films avec Warner Bros., consolidant sa position de grand studio.

Au cours de cette période, Jack Warner joue un rôle actif dans le recrutement de talents. Pour fournir à la Warner Bros. le « star power » dont elle a tant besoin, il fait une razzia sur les acteurs sous contrat des studios rivaux, offrant dans certains cas de doubler leur salaire. Cette stratégie lui permet d'obtenir trois grandes vedettes des studios Paramount : William Powell, Kay Francis et Ruth Chatterton. En 1929, il persuade l'acteur britannique de théâtre et de cinéma George Arliss de jouer le rôle-titre dans un remake du film Disraeli de 1921 de United Artists, un projet qui rencontre le succès au box-office. Puis, en 1930, il repère les futures stars James Cagney, Joan Blondell et Frank McHugh dans la distribution d'une pièce new-yorkaise intitulée Penny Arcade. Si Cagney devient le plus grand acteur du studio, il est également le plus grand défi professionnel de Jack Warner. Lors de ses fréquentes disputes avec ce dernier, James Cagney a souvent recours aux obscénités en yiddish qu'il a apprises durant son enfance dans le quartier de Yorkville à New York,. Selon un article du magazine Fortune de 1937, les conflits contractuels les plus intenses de Jack Warner impliquent James Cagney, « qui en avait assez d'être catalogué comme un mec qui frappe les filles et de faire cinq films par an au lieu de quatre »,.
Le producteur délégué du studio, Darryl F. Zanuck, démissionne lors d'un conflit contractuel avec Harry Warner en 1933. Selon une lettre de 1933 adressée à William Harrison Hays, alors président de Motion Picture Producers and Distributors of America, Darryl Zanuck demande un salaire plus élevé et « indiquait son désir d'augmenter le salaire des acteurs et du personnel des films que nous produisions »,. Cette année-là, il crée Twentieth Century Pictures, qui fusionne avec Fox Film Corporation en 1935. Hal B. Wallis, producteur de longue date de Warner Bros., en devient le producteur délégué. Jack Warner, cependant, lui refuse les pouvoirs étendus dont jouissait Darryl Zanuck, et le résultat est une décentralisation du contrôle créatif et administratif qui crée souvent la confusion au sein du studio. Dans le nouveau système, chaque film se voit attribuer un superviseur, généralement issu des rangs des scénaristes du studio. Bien que Warner Bros. maintienne un rythme de production élevé tout au long des années 1930, certains films présentent une qualité inférieure qui reflète « non seulement la difficulté de passer à un système de supervision, mais aussi les conséquences de la dispersion de l'autorité dans les rangs de la création »,.
Pendant ce temps, le rôle de Jack Warner dans la production devient quelque peu limité. Au delà des grandes lignes d'un projet, il n'a souvent pas grand-chose à voir avec la production du film jusqu'à ce qu'il soit prêt à être projeté. Néanmoins, il peut se montrer autoritaire dans ses relations avec les employés, et il est « impitoyable dans ses licenciements ». Le réalisateur Gottfried Reinhardt affirme que Jack Warner prenait plaisir « à humilier ses subordonnés ». « Harry Cohn était un fils de pute », déclare-t-il, « mais il le faisait pour les affaires ; ce n'était pas un sadique. [Louis B.] Mayer pouvait être un monstre, mais il n'était pas méchant pour le plaisir d'être méchant. Jack l'était »,.
Le style de gestion de Jack Warner frustre de nombreux employés du studio. Le comédien Jack Benny, qui a travaillé chez Warner Bros. déclare : « Jack Warner préfère raconter une mauvaise blague que de faire un bon film »,. Warner se heurte fréquemment aux acteurs et les aurait bannis du réfectoire du studio, avec l'explication suivante : « Je n'ai pas besoin de regarder les acteurs quand je mange »,. Le dirigeant du studio gagne toutefois l'affection de quelques personnalités du cinéma.

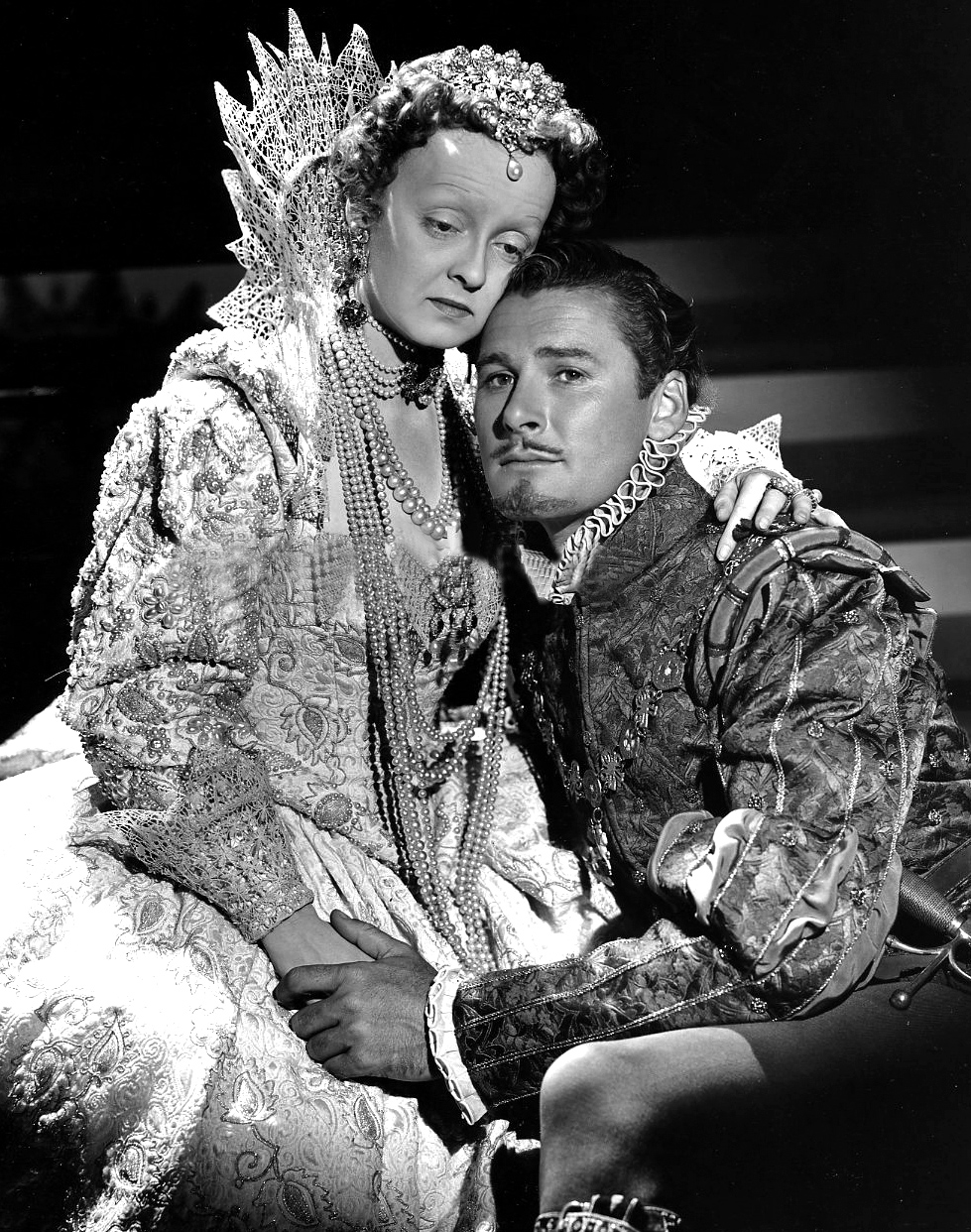
Bette Davis et Errol Flynn dans le film La Vie privée d'Élisabeth d'Angleterre de la Warner Bros.

Parmi elles figure Bette Davis, l'une des principales vedettes du studio, qui s'est un jour enfuie en Grande-Bretagne pour obtenir la rupture de son contrat. Plus tard, elle défendra Jack Warner contre les rumeurs de harcèlement sexuel en écrivant : « Ce n'était pas un patron lubrique ! Ses péchés étaient ailleurs. Il était le père. Le pouvoir. La gloire. Et il était dans les affaires pour faire de l'argent. »,. Elle révèle qu'après la naissance de son enfant, l'attitude de Jack Warner à son égard est devenue chaleureuse et protectrice. « Nous sommes devenus père et enfant, sans aucun doute », dit-elle. « Il m'a dit que je n'étais pas obligée de revenir au travail avant d'en avoir vraiment envie. C'était un homme réfléchi. On n'a pas dit beaucoup de choses agréables à son sujet. »,. Jack Warner gagne également la gratitude et l'affection d'Errol Flynn. En 1935, le directeur du studio choisit personnellement Flynn pour le rôle-titre de Capitaine Blood, alors qu'Errol Flynn est un acteur inconnu à l'époque. En 1936, après le succès d'une autre épopée en costumes, La Charge de la brigade légère, Jack Warner déchire le contrat d'Errol Flynn et lui fait signer un contrat à long terme qui double son salaire hebdomadaire.

### Les années d'avant-guerre et de guerre
Alors que les années 1930 touchent à leur fin, Jack et Harry Warner s'inquiètent de plus en plus de la montée du nazisme. Comme l'observe Bernard F. Dick, les Warner, « en tant que fils de Juifs polonais ayant fui leur pays à cause des pogroms antisémites ... avaient un intérêt personnel à dénoncer le nazisme ». De plus, l'attrait pour les films critiquant le militarisme allemand possède une longue histoire chez les Warner, antérieure à leur production de My Four Years in Germany en 1918. En 1917, alors qu'ils sont encore dans la distribution, les Warner obtiennent les droits de War Brides, un film qui met en scène Alla Nazimova dans le rôle d'« une femme qui se tue plutôt que d'élever des enfants pour un pays non identifié dont l'armée a un air teuton suspect »,. En outre, Jack Warner est secoué par le meurtre, en 1936, du vendeur du studio Joe Kaufman, battu à mort par des SA à Berlin,. Jack Warner décrit plus tard l'incident dans les termes suivants : « Comme beaucoup de Juifs dépassés par le nombre, il était coincé dans une ruelle. Ils [les voyous nazis] l'ont frappé à coups de poing et de matraque, puis lui ont arraché la vie à coups de bottes et l'ont laissé mourir là »,. Ainsi, alors que d'autres studios hollywoodiens éludent la question, craignant les critiques nationales et la perte des marchés européens, Warner Bros. produit des films qui critiquent ouvertement l'Allemagne nazie.
En 1939, le studio publie Les Aveux d'un espion nazi, avec Edward G. Robinson dans le rôle principal. Le projet de film, qui a été recommandé à Jack Warner par le directeur du FBI J. Edgar Hoover, s'inspire des activités de l'agent Leon G. Turrou, qui a travaillé comme agent secret. Malgré les ramifications légales empêchant l'utilisation de noms réels, le studio cherche à créer une « aura d'authenticité », et Hal Wallis recommande initialement d'éliminer les crédits pour donner au film « l'apparence d'un journal télévisé »,. Les Aveux d'un espion nazi est largement critiqué. Le critique Pare Lorentz écrit : « Les frères Warner ont déclaré la guerre à l'Allemagne avec ce film. » L'ambassadeur d'Allemagne réagit en adressant une protestation au secrétaire d'État Cordell Hull, et Hitler, qui regarde le film à Berchtesgaden, est indigné. Pendant ce temps, le studio reçoit des avertissements sévères du membre du Congrès américain Martin Dies Jr. pour avoir diffamé un « pays ami ».
Dans un premier temps, le studio cède à la pression de l'administration Roosevelt, du bureau Hays et des législateurs isolationnistes qui lui demandent de renoncer à des projets similaires. Jack Warner annonce que le studio ne sortira plus de « films de propagande » et ordonne rapidement la mise au placard de plusieurs projets ayant un thème antinazi. Avec le temps, Warner Bros. produit cependant d'autres films avec des messages antinazis, notamment Underground et Échec à la Gestapo. En 1940, le studio produit des courts métrages qui illustrent de manière dramatique les ravages causés par le bombardement des villes britanniques. Parallèlement, le studio célèbre les exploits de l'Aviation royale canadienne, avec des films comme Les Chevaliers du ciel. En 1941, Jack Warner produit également le film de guerre Sergent York.
Les rapports contemporains selon lesquels Jack Warner aurait interdit l'utilisation de la langue allemande dans tous les studios de la société sont démentis par les représentants du studio qui indiquent que cette mesure aurait empêché de nombreux employés du studio de communiquer entre eux.
Après la déclaration de guerre américaine contre les puissances de l'Axe, Jack Warner, comme d'autres directeurs de studio, est engagé comme lieutenant-colonel dans l'U.S. Army Air Corps,.
En 1943, le film Casablanca, produit par le studio, remporte l'Oscar du meilleur film. Lorsque le prix est annoncé, le producteur Hal B. Wallis se lève pour le recevoir, mais découvre que Jack Warner s'est précipité sur la scène « avec un large sourire et un air de grande satisfaction » pour prendre le trophée, se souviendra Wallis plus tard. « Je n'arrivais pas à croire ce qu'il se passait. Casablanca avait été ma création ; Jack n'avait absolument rien à voir avec cela. Tandis que le public haletait, j'ai essayé de sortir de la rangée de sièges et de me mettre dans l'allée, mais toute la famille Warner était assise pour me bloquer. Je n'ai eu d'autre choix que de me rasseoir, humilié et furieux. ... Près de quarante ans plus tard, je ne me suis toujours pas remis de ce choc. »,.
Toujours en 1943, Jack Warner, sur les conseils du président Franklin D. Roosevelt, produit une adaptation cinématographique du livre controversé Mission à Moscou, un film destiné à inciter le public à soutenir l'alliance militaire précaire que les États-Unis entretiennent avec l'Union soviétique. Plus tard, alors qu'il témoigne devant la House Un-American Activities Committee le 27 octobre 1947, Jack Warner rejette les allégations de la Guerre froide selon lesquelles ce film était subversif, et il affirme que Mission à Moscou a été produit « uniquement pour aider un effort de guerre désespéré, et non pour la postérité. »,. Après l'accueil mitigé du film lors de sa distribution, le comité national républicain accuse Jack Warner de l'avoir produit comme « propagande du New Deal ».
Conformément à l'opposition des frères Warner au nazisme, Warner Bros. produit plus de films sur la guerre que tout autre studio, couvrant toutes les branches des services armés. En outre, le studio produit des comédies musicales patriotiques telles que This Is the Army et La Glorieuse Parade.

### Après-guerre
Jack Warner réagit avec réticence à la popularité croissante de la télévision à la fin des années 1940. Au début, il essaye de rivaliser avec le nouveau média, en introduisant des gadgets tels que les films en 3D, qui perdent rapidement leur attrait auprès des cinéphiles. En 1954, Warner Bros s'engage enfin dans le nouveau média, en fournissant à ABC une émission hebdomadaire, Warner Bros. Presents. Le studio enchaîne avec une série de westerns, comme Maverick, Bronco et Colt .45. Habitué à traiter avec les acteurs de manière autoritaire, Jack Warner provoque en quelques années l'hostilité des nouvelles stars de la télévision comme James Garner, qui intente un procès à Warner Bros. pour un différend contractuel. Il est irrité par l'ingratitude perçue des acteurs de télévision, qui font manifestement preuve de plus d'indépendance que les acteurs de cinéma, ce qui accentue son mépris pour le nouveau média. À la suite de son accord avec ABC, Jack Warner nomme également son fils, Jack Jr. (en), à la tête du nouveau département télévision de la société.

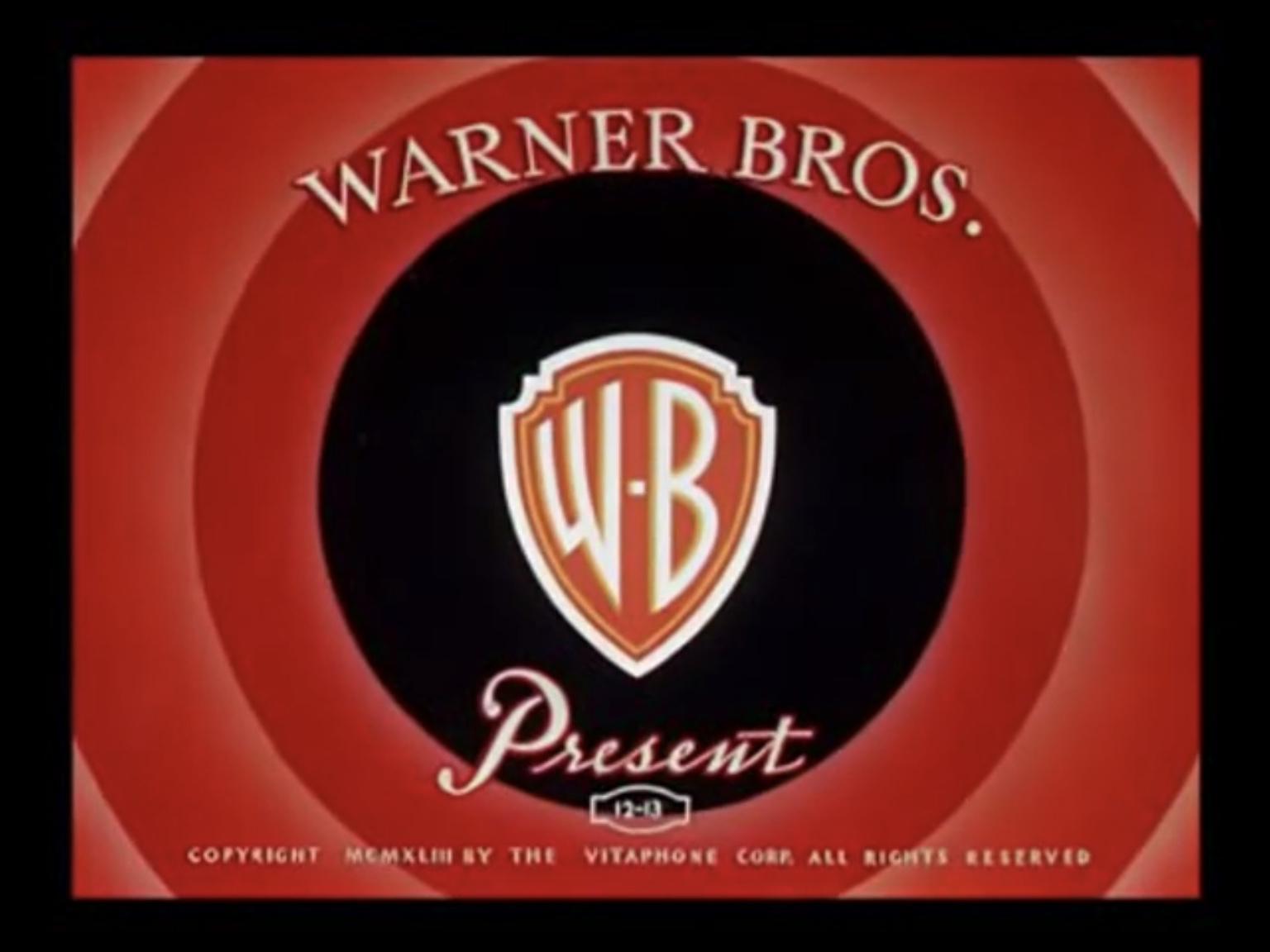
La carte de titre de la première vague de dessins animés en couleur de la série de courts métrages de dessins animés "Looney Tunes", d'octobre 1942 à mai 1947 par la « Warner Bros. Presents ».

À cette époque, Jack Warner fait preuve de peu de clairvoyance dans la gestion des dessins animés du studio. Les personnages animés tels que Bugs Bunny, Daffy Duck et Porky Pig, bien qu'adoptés par les amateurs de dessins animés, « sont toujours restés des enfants de la Warner Bros »,. Comme l'écrit le biographe Bob Thomas, « Jack Warner... considérait que les dessins animés n'étaient rien de plus qu'un service annexe fourni aux exploitants qui voulaient un programme complet pour leurs clients. »,. En 1953, lors d'une rare rencontre entre les Warner et les créateurs de dessins animés du studio, Jack avoue qu'il ne sait « même pas où se trouve le studio de dessins animés », et Harry ajoute : « La seule chose que je sais, c'est que nous faisons Mickey Mouse », une référence au personnage phare d'une société concurrente, Walt Disney Productions. Plusieurs années plus tard, en 1957, Jack vend les 400 dessins animés réalisés par Warner Bros. avant 1948 pour 3 000 dollars pièce à Associated Artists Productions,. Comme le note Bob Thomas, « ils ont depuis rapporté des millions, mais pas pour Warner Bros. »,.
Les relations tumultueuses de Jack Warner avec son frère Harry s'aggravent en février 1956, lorsque Harry apprend la décision de Jack de vendre les films de la Warner Bros. antérieurs à 1950 à Associated Artists Productions (qui fusionnera bientôt avec United Artists Television) pour la modeste somme de 21 000 000 $ (l'équivalent de 223 160 000 $ aujourd'hui),.
« C'est notre héritage, ce que nous avons travaillé toute notre vie à créer, et maintenant c'est parti », s'exclame Harry, en apprenant l'accord. La rupture entre Jack et Harry s'accentue plus tard dans l'année. En juillet 1956, Jack, Harry et Albert annoncent qu'ils mettent Warner Bros. sur le marché. Jack, cependant, a secrètement organisé un syndicat qui achète le contrôle de la société. Lorsque Harry et Albert apprennent les agissements de leur frère, il est trop tard.
Jack Warner, en tant que principal actionnaire de la société, se nomme nouveau président de la société. Peu après la conclusion de l'accord, Jack Warner annonce que la société et ses filiales seront « dirigées plus vigoureusement vers l'acquisition des scénarios et des talents les plus importants, et vers la production des meilleurs films possibles »,.
Les deux frères se disputent souvent et, au début de la décennie, des employés du studio affirment avoir vu Harry poursuivre Jack dans le studio avec un tuyau de plomb, en criant : « Je t'aurai pour ça, fils de pute » et en menaçant de le tuer. Ce subterfuge, cependant, s’avère trop dur pour Harry. Il n'adresse plus jamais la parole à Jack. Lorsque Harry Warner meurt le 27 juillet 1958, Jack n'assiste pas aux funérailles, et il part pour ses vacances annuelles au Cap d'Antibes. Lorsqu'on lui demande de réagir à la mort de son frère, Jack répond : « Je n'en avais rien à faire de Harry. »,. En même temps, Jack est fier du fait que le président Dwight D. Eisenhower lui ait envoyé une lettre de condoléances.

### Les années 1960
Dans les années 1960, Jack Warner suit les changements rapides de l'industrie et joue un rôle clé dans le développement de films qui seront des succès commerciaux et critiques. En février 1962, il achète les droits cinématographiques de la comédie musicale de Broadway My Fair Lady, pour un montant sans précédent de 6 500 000 $. Le propriétaire précédent, le directeur de CBS William S. Paley, fixe des conditions qui comprennent 50 % des bénéfices bruts du distributeur « plus la propriété du négatif à la fin du contrat ». Malgré le prix d'achat « scandaleux » et les conditions peu généreuses du contrat, l'affaire s'avère lucrative pour Warner Bros. et rapporte au studio 12 000 000 $ de bénéfices. Jack Warner est critiqué pour avoir choisi une star non chanteuse, Audrey Hepburn, pour jouer le rôle principal d'Eliza Doolittle ; en effet, l'Oscar 1964 de la meilleure actrice est attribué à Julie Andrews pour Mary Poppins, qui a joué Eliza dans les productions de Broadway et de Londres de la comédie musicale, alors qu'Audrey Hepburn n'est même pas nommée. En revanche, My Fair Lady remporte l'Oscar du meilleur film en 1964.
En 1965, Jack Warner surprend de nombreux observateurs de l'industrie lorsqu'il achète les droits de Qui a peur de Virginia Woolf ?, la pièce brûlante d'Edward Albee sur un mariage destructeur. Dès le début, le projet est assailli par la controverse. Le scénario d'Ernest Lehman, extrêmement fidèle à la pièce d'Edward Albee, met à rude épreuve le code de production de l'industrie cinématographique américaine. Jack Valenti, qui vient de prendre la tête de la Motion Picture Association of America, se souvient qu'une réunion avec Jack Warner et Ben Kalmenson, un assistant du studio, l'a mis « mal à l'aise ». « J'étais mal à l'aise à l'idée que ce n'était que le début d'une nouvelle ère troublante pour le cinéma, dans laquelle nous irions de crise en crise sans qu'aucune solution appropriée ne soit en vue », écrit Jack Valenti. Pendant ce temps, Ernest Lehman et le réalisateur du film, Mike Nichols, se battent avec les dirigeants des studios et les exploitants qui insistent pour que le film soit tourné en couleur plutôt qu'en noir et blanc. Ces controverses passent rapidement au second plan tandis que Jack Warner conteste la validité du code de production en demandant publiquement aux cinémas qui projettent le film d'afficher la mention « Adultes uniquement » et de restreindre la vente de billets en conséquence, le tout dans un but marketing pour inciter le public à voir ce qui justifie cette restriction. La MPAA — qui craint de répéter l'embarras qu'elle a connu en essayant de censurer le film très apprécié Le Prêteur sur gages — cède et approuve le film en tant qu'exception spéciale en raison de sa qualité, ce qui incite d'autres cinéastes à contester le code de manière encore plus agressive. À sa sortie, Qui a peur de Virginia Woolf ? est accueilli favorablement par le public et les critiques. Il obtient 13 nominations aux Oscars, dont celle du meilleur film de 1966.
Malgré ces succès, Jack se lasse de faire des films et il vend une grande partie de ses actions à Seven Arts Productions le 14 novembre 1966. Certains observateurs pensent que Ben Kalmenson, le vice-président exécutif de Warner Bros., l'a persuadé de vendre ses actions afin qu'il puisse prendre la direction du studio. Jack Warner, cependant, a des raisons personnelles de vouloir prendre sa retraite. Sa femme, Ann, le pousse continuellement à « ralentir », et le chef de studio vieillissant ressent le besoin de mettre de l'ordre dans ses affaires. Il vend ses 1,6 million d'actions du studio peu après avoir produit l'adaptation cinématographique de Camelot de Lerner & Loewe. La vente rapporte, après impôts sur les plus-values, environ 24 000 000 $ (l'équivalent de 189 120 000 $ aujourd'hui). Huit mois après la vente, Jack Warner s'exclame : « Qui aurait cru qu'un garçon boucher de Youngstown, dans l'Ohio, se retrouverait avec vingt-quatre millions de dollars en poche ? »,. Au moment de la vente, Jack Warner gagne la distinction d'être le deuxième chef de production à être également président de la société, après Harry Cohn de Columbia Pictures.
La décision de Jack Warner de vendre intervient à un moment où il perdait le formidable pouvoir qu'il considérait autrefois comme acquis. Il a déjà survécu aux bouleversements des années 1950, lorsque d'autres directeurs de studio - dont Louis B. Mayer, David O. Selznick et Samuel Goldwyn - sont poussés vers la sortie par des actionnaires qui « cherchaient des boucs émissaires pour expliquer la baisse des bénéfices »,. Les changements structurels survenus dans l'industrie au cours de cette période font en sorte que les studios deviennent « plus importants en tant que bailleurs de fonds des producteurs indépendants qu'en tant que créateurs de leurs propres films », une situation qui laisse peu de place au magnat du cinéma traditionnel. Au milieu des années 1960, la plupart des magnats du cinéma de l'âge d'or d'Hollywood sont morts, et Jack Warner est considéré comme l'un des derniers d'une race en voie d'extinction. Le fait qu'il n'ait pas réussi à bloquer la production du film controversé mais très influent Bonnie et Clyde, un projet de film qu'il a initialement « détesté », témoigne de l'érosion de son contrôle sur la Warner Bros. De même, en tant que producteur de l'adaptation cinématographique de Camelot, il ne réussit pas à persuader le réalisateur Joshua Logan de confier les rôles principaux à Richard Burton et Julie Andrews. Au lieu de cela, Joshua Logan choisit Richard Harris et Vanessa Redgrave, une décision qui contribue à l'échec critique — et commercial — du projet. Joshua Logan réussit également à manipuler l'ego de Jack Warner pour le persuader de ne pas réduire la longueur du scénario, alors que le directeur du studio a déjà convenu avec le producteur officieux du film, Joel Freeman, qu'il est trop long. Jack Warner prend officiellement sa retraite du studio en 1969.

### Après Warner Bros.
Jack Warner reste actif en tant que producteur indépendant jusqu'au début des années 1970 pour diriger une partie de la division distribution et exploitation de la société. Parmi ses dernières productions figure l'adaptation cinématographique d'une comédie musicale de Broadway, 1776, qui sort chez Columbia Pictures. Avant la sortie du film, il montre une avant-première au président américain Richard Nixon, qui recommande des changements substantiels, notamment la suppression de la chanson "Cool, Cool, Considerate Men", qui lui semble être une critique voilée de la guerre du Vietnam en cours. Sans consulter le réalisateur du film, Peter H. Hunt, Jack Warner ordonne le remontage du film. Les coupures ont depuis été restaurées dans la plupart des projections télévisées et dans la version DVD du film.
En novembre 1972, le film est projeté devant un public enthousiaste au Radio City Music Hall, mais il ne connaît pas un grand succès dans les salles de cinéma. Face à un climat politique polarisé, peu d'Américains sont attirés par « un joyeux exercice de civisme pré-républicain »,. Les efforts de Jack Warner pour promouvoir le film sont parfois contre-productifs. Lors d'une interview avec l'animateur de talk-show Merv Griffin, le producteur âgé se lance dans une longue tirade contre les « communistes roses ». Ce sera la seule interview télévisée de Jack Warner.

## Vie privée
Le 14 octobre 1914, Jack Warner épouse Irma Claire Salomon, la fille de Sam Salomon et de Bertha Franklin Salomon, issue de l'une des familles juives pionnières de San Francisco. Irma Warner donne naissance à l'unique enfant du couple, Jack Jr. (en), le 27 mars 1916. Jack Warner donne son nom à l'enfant, faisant fi d'une coutume juive d'Europe de l'Est selon laquelle les enfants ne doivent pas porter le nom de parents vivants. Bien que son fils porte une initiale différente, il « a été appelé Junior toute sa vie ». Le mariage prend fin en 1935, lorsque Jack Warner quitte son épouse pour une autre femme, Ann Page. Jack et Ann ont une fille nommée Barbara,. Irma Warner demande le divorce à son mari pour cause d'abandon. Le frère aîné de Jack, Harry, reflète les sentiments de la famille Warner à propos du mariage lorsqu'il s'exclame : « Dieu merci, notre mère n'a pas vécu pour voir ça »,. Jack Warner épouse Ann après le divorce. Les Warner, qui ont pris le parti d'Irma dans l'affaire, refusent d'accepter Ann comme membre de la famille. À la suite de cette brouille, les relations de Jack avec son fils, Jack Warner Jr, se tendent également.
À la fin des années 1950, Jack Warner manque d'être tué dans un accident de voiture qui le laisse dans le coma pendant plusieurs jours. Le 5 août 1958, après une soirée de baccara au Palm Beach Casino de Cannes, le roadster Alfa Romeo de Jack Warner dévie sur la trajectoire d'un camion de charbon sur un tronçon de route situé près de la villa balnéaire du prince Aly Khan. Il est éjecté de la voiture, qui s'enflamme au moment de l'impact. Peu après l'accident, son fils, Jack Jr, rejoint d'autres membres de la famille en France, où le directeur du studio, inconscient, est hospitalisé. Dans une interview avec des journalistes, Jack Jr. laisse entendre que son père est mourant. Puis, lors d'une visite dans la chambre d'hôpital de son père, le jeune homme offense Ann Warner, qu'il rend largement responsable du divorce de ses parents. Lorsque Jack Warner reprend conscience, il est enragé par les rapports sur le comportement de son fils, et leur relation « ténue » prend fin. Le 30 décembre 1958, Jack Jr. est informé par Arnold Grant, l'avocat de Jack Sr., que l'aîné Warner est licencié de la société. Lorsqu'il tente de se présenter au travail, les gardes du studio lui refusent l'entrée. Les deux hommes ne se réconcilient jamais et Jack Jr. n'est pas mentionné dans l'autobiographie de son père parue en 1964.
Jack Warner ne fait pas semblant d'être fidèle à sa seconde épouse, Ann, et entretient une série de maîtresses tout au long des années 1950 et 1960,. La plus durable de ces « petites amies » est une aspirante actrice nommée Jackie Park, qui présente une ressemblance « frappante » avec la seconde épouse de Warner. La relation en est à sa quatrième année quand Ann Warner fait pression sur son mari pour qu'il mette fin à la liaison. Bien qu'Ann ait une liaison avec l'acteur de studio Eddie Albert en 1941, elle est en revanche beaucoup plus dévouée à son mariage. Dans les années 1960, elle insiste sur le fait que, malgré sa réputation d'impitoyable, Jack Warner a un côté plus doux. Dans une note à l'auteur Dean Jennings, qui a aidé Jack Warner à rédiger son autobiographie de 1964, My First Hundred Years in Hollywood, Ann Warner écrit : « Il est extrêmement sensible, mais peu de gens le savent parce qu'il le couvre d'un manteau. »,.
En 1937, Jack Warner achète un manoir à Beverly Hills qu'il aménage pour en faire le Jack Warner Estate. Après sa mort en 1978, Ann, sa veuve, y vit jusqu'à son décès en 1990.

## Opinions politiques
« Ardent républicain », Jack Warner soutient néanmoins le président Franklin D. Roosevelt et le New Deal au début des années 1930. Plus tard dans la décennie, il fait cause commune avec les opposants à l'Allemagne nazie. En 1947, cependant, Warner sert de « témoin amical » pour le House Un-American Activities Committee (HUAC), apportant ainsi son soutien aux allégations d'une infiltration « rouge » à Hollywood. Jack Warner pense que les communistes sont responsables de la grève d'un mois du studio qui se produit à l'automne 1946, et de sa propre initiative, il fournit les noms d'une douzaine de scénaristes qui ont été licenciés en raison de sympathies communistes présumées, une mesure qui détruit effectivement leurs carrières. Parmi les anciens employés du studio nommés par Jack Warner figurent Alvah Bessie, Howard Koch, Ring Lardner Jr., John Howard Lawson, Albert Maltz, Robert Rossen, Dalton Trumbo, Clifford Odets et Irwin Shaw. Comme le fait remarquer le biographe Bob Thomas, Jack Warner « était furieux lorsque Humphrey Bogart, Lauren Bacall, Paul Henreid et John Huston rejoignent d'autres membres du Stellar Committee for the First Amendment dans un vol vers Washington pour prêcher contre la menace qui pesait sur la liberté d'expression »,. Lester D. Friedman note que la réponse de Jack Warner aux audiences de la HUAC est similaire à celle d'autres directeurs de studios juifs qui « craignaient qu'une assimilation générale des communistes aux Juifs ne les détruise, eux et leur industrie »,.
Jack Warner soutient publiquement Richard Nixon lors de l'élection présidentielle de 1960 et paye des publicités pleine page dans le New York Times « pour proclamer pourquoi Nixon devait être élu ». Toutefois, au lendemain de la défaite de Nixon face à John F. Kennedy, le directeur du studio s'arrange pour assister à une collecte de fonds au Hollywood Palladium en l'honneur du président élu. Plusieurs semaines plus tard, il reçoit un appel téléphonique du père du nouveau président, Joseph P. Kennedy, et peu de temps après, Warner Bros. achète les droits cinématographiques du livre de Robert Donovan, Patrouilleur 109, un best-seller concernant les exploits de John Kennedy pendant la Seconde Guerre mondiale. « Je ne pense pas que le président Kennedy s'opposerait à mon amitié avec Dick Nixon », déclare plus tard Jack Warner. « J'aurais voté pour les deux si j'avais pu. On pourrait penser qu'il s'agit d'une forme d'esquive, mais j'aime tout le monde. »,. À la fin des années 1960, il est devenu un partisan déclaré de la guerre du Vietnam.

## Mort et héritage
À la fin de l'année 1973, les proches de Jack Warner prennent conscience de signes indiquant qu'il devient désorienté. Peu de temps après s'être perdu dans l'immeuble qui abrite son bureau, il prend sa retraite. En 1974, il subit une attaque cérébrale qui le laisse aveugle et affaibli. Au cours des années suivantes, il perd progressivement la capacité de parler et devient insensible aux amis et aux parents. Finalement, le 13 août 1978, il est admis au centre médical Cedars-Sinai, où il meurt d'une inflammation cardiaque (œdème) le 9 septembre. Il est âgé de 86 ans,. Un service funèbre est organisé à la synagogue de Wilshire Boulevard, à laquelle appartiennent de nombreux membres de la famille Warner. Il est enterré au Home of Peace Cemetery à East Los Angeles, en Californie.
Jack Warner laisse derrière lui un patrimoine estimé à 15 000 000 $. La plupart de ses biens, y compris les propriétés et les souvenirs, sont légués à sa veuve, Ann. Cependant, il laisse 200 000 $ à son fils, Jack Jr, peut-être dans le but de le dissuader de contester le testament. Dans les jours qui suivent sa mort, les nécrologies des journaux relatent l'histoire familière des « quatre frères qui ont quitté la boucherie familiale pour les nickelodéons » et qui ont révolutionné le cinéma américain. Un article en première page du journal de Youngstown, la ville d'adoption de Jack Warner, relate les difficultés de la famille dans l'Ohio avant qu'ils n'arrivent à Hollywood, décrivant comment Jack Warner conduisait un chariot pour l'entreprise de son père alors qu'il n'avait que sept ans. Le défunt magnat du cinéma fait l'objet d'un vaste éloge pour son rôle dans le façonnement de l'« âge d'or » d'Hollywood.
Plusieurs mois après la mort de Jack Warner, un hommage plus personnel est organisé par les Friends of the Libraries de l'université du Sud de la Californie. L'événement, intitulé The Colonel: An Affectionate Remembrance of Jack L. Warner, attire des notables d'Hollywood tels que les artistes Olivia de Havilland et Debbie Reynolds, et le comédien de doublage Mel Blanc. Ce dernier clôture l'événement en interprétant le célèbre adieu de Porky Pig, "A-bee-a-bee-a-bee-that's all, folks". En reconnaissance de sa contribution à l'industrie cinématographique, Jack Warner reçoit une étoile sur le Hollywood Walk of Fame, situé au 6541 Hollywood Boulevard. Il est également représenté sur l'Allée des célébrités canadiennes (où il est intronisé en 2004) à Toronto, qui rend hommage aux Canadiens exceptionnels dans tous les domaines.

## Filmographie
Sauf indication contraire, les informations mentionnées dans cette section peuvent être confirmées par la base de données cinématographiques IMDb,  présente dans la section « Liens externes ».

### Comme producteur et producteur délégué
- 1918 : My Four Years in Germany de William Nigh
- 1920 : La Cité perdue (en) (The Lost City) de E.A. Martin
- 1928 : The Terror de Roy Del Ruth
- 1933 : Chercheuses d'or de 1933 (Gold Diggers of 1933) de Mervyn LeRoy
- 1934 : La Buenaventura de William C. McGann
- 1936 : Brumes (Ceiling Zero) d'Howard Hawks
- 1940 : Rendez-vous à minuit (It All Came True) de Lewis Seiler
- 1940 : East of the River d'Howard Hawks
- 1941 : Bad Men of Missouri (en) de Ray Enright
- 1942 : Murder in the Big House (en) de B. Reeves Eason
- 1942 : La Glorieuse Parade (Yankee Doodle Dandy) de Michael Curtiz
- 1942 : Casablanca de Michael Curtiz
- 1943 : La Manière forte (The Hard Way) de Vincent Sherman
- 1943 : Air Force d'Howard Hawks
- 1943 : L'Ange des ténèbres de Lewis Milestone
- 1943 : Mission à Moscou (Mission to Moscow) de Michael Curtiz
- 1943 : Convoi vers la Russie (Action in the North Atlantic) de Lloyd Bacon
- 1943 : Tessa, la nymphe au cœur fidèle (The Constant Nymph) d'Edmund Goulding
- 1943 : Intrigues en Orient (Background to Danger) de Raoul Walsh
- 1943 : This Is the Army de Michael Curtiz
- 1943 : Quand le jour viendra (Watch on the Rhine) d'Herman Shumlin
- 1943 : Remerciez votre bonne étoile (Thank your lucky stars) de David Butler
- 1943 : Murder on the Waterfront (en) de B. Reeves Eason
- 1943 : Du sang sur la neige (Northern Pursuit) de Raoul Walsh
- 1943 : L'Impossible Amour (Old Acquaintance) de Vincent Sherman
- 1943 : Destination Tokyo de Delmer Daves
- 1944 : In Our Time de Vincent Sherman
- 1944 : Passage pour Marseille (Passage to Marseille) de Michael Curtiz
- 1944 : L'amour est une mélodie (Shine on Harvest Moon)) de David Butler
- 1944 : Saboteur sans gloire (Uncertain Glory) de Raoul Walsh
- 1944 : Les Aventures de Mark Twain (The Adventures of Mark Twain) d'Irving Rapper
- 1944 : Between Two Worlds (en) d'Edward A. Blatt
- 1944 : Femme aimée est toujours jolie (Mr. Skeffington) de Vincent Sherman
- 1944 : Make Your Own Bed (en) de Peter Godfrey
- 1944 : Le Masque de Dimitrios (The Mask of Dimitrios) de Jean Negulesco
- 1944 : Janie de Michael Curtiz
- 1944 : Arsenic et Vieilles Dentelles (Arsenic and Old Lace)
- 1944 : Les Conspirateurs (The Conspirators) de Jean Negulesco
- 1944 : Le Port de l'angoisse (To Have and Have Not) de Howard Hawks
- 1944 : The Very Thought of You de Delmer Daves
- 1944 : Hollywood Canteen de Delmer Daves
- 1945 : Aventures en Birmanie (Objective, Burma!) de Raoul Walsh
- 1945 : Roughly Speaking de Michael Curtiz
- 1945 : Hôtel Berlin de Peter Godfrey
- 1945 : Le blé est vert (The Corn is green)
- 1945 : The Horn Blows at Midnight de Raoul Walsh
- 1945 : Escape in the Desert (en) d'Edward A. Blatt
- 1945 : La mort n'était pas au rendez-vous (Conflict) de Curtis Bernhardt
- 1945 : Pillow to Post de Vincent Sherman
- 1945 : Joyeux Noël dans le Connecticut (Christmas in Connecticut) de Peter Godfrey
- 1945 : La Route des ténèbres (Pride of the marines) de Delmer Daves
- 1945 : Le Roman de Mildred Pierce (Mildred Pierce) de Michael Curtiz
- 1945 : Agent secret (Confidential Agent)
- 1945 : Danger Signal de Robert Florey
- 1945 : L'Intrigante de Saratoga (Saratoga Trunk) de Sam Wood
- 1945 : San Antonio de Robert Florey
- 1946 : Le Droit d'aimer (My Reputation)
- 1946 : Trois Étrangers (Three Strangers) de Jean Negulesco
- 1946 : La Vie passionnée des sœurs Brontë (Devotion) de Curtis Bernhardt
- 1946 : La Voleuse (A Stolen Life) de Curtis Bernhardt
- 1946 : One More Tomorrow de Peter Godfrey
- 1946 : Janie Gets Married de Vincent Sherman
- 1946 : Nuit et jour (Night and Day)
- 1946 : L'Emprise (Of Human Bondage) d'Edmund Goulding
- 1946 : Le Grand Sommeil (The Big Sleep)
- 1946 : Shadow of a Woman de Joseph Santley
- 1946 : Jalousie (Déception) de Irving Rapper
- 1946 : Meurtre au port (Nobody Lives Forever) de Jean Negulesco
- 1946 : The Verdict de Don Siegel
- 1946 : Ne dites jamais adieu ( Never Say Goodbye) de Robert Florey de James V. Kern
- 1946 : La Bête aux cinq doigts (The Beast with Five Fingers) de Robert Florey
- 1946 : Humoresque de Jean Negulesco
- 1946 : La Fille et le Garçon de David Butler
- 1947 : L'Homme que j'aime (The Man I Love), de Raoul Walsh
- 1947 : L'Infidèle (The Unfaithful) de Vincent Sherman
- 1947 : L'Amant sans visage (Nora Prentiss) de Vincent Sherman
- 1947 : La Seconde Madame Carroll (The Two Mrs. Carrolls) de Peter Godfrey
- 1947 : Stallion Road de James V. Kern
- 1947 : La Possédée (Possessed) de Curtis Bernhardt
- 1947 : Le Loup des sept collines (Cry Wolf) de Peter Godfrey
- 1947 : Le Repaire du forçat (Deep Valley) de Jean Negulesco
- 1947 : Mon père et nous (Life with Father) de Michael Curtiz
- 1947 : Les Passagers de la nuit (Dark Passage) de Delmer Daves
- 1947 : Scandale en Floride (That Hagen Girl) de Peter Godfrey
- 1947 : Escape Me Never de Peter Godfrey et LeRoy Prinz
- 1947 : Rose d'Irlande de David Butler
- 1948 : Le Trésor de la Sierra Madre (The Treasure of the Sierra Madre) de John Huston
- 1948 : Rencontre d'hiver (Winter meeting) de Bretaigne Windust
- 1948 : The Woman in White de Peter Godfrey
- 1948 : La Rivière d'argent (Silver River) de Raoul Walsh
- 1948 : La Mariée du dimanche (June Bride) de Bretaigne Windust
- 1948 : Whiplash de Lewis Seiler
- 1949 : Night Unto Night de Don Siegel
- 1949 : La Garce (Beyond the Forest) de King Vidor
- 1954 : Une étoile est née (A Star Is Born) de George Cukor
- 1955 : Le Cri de la victoire (Battle Cry) de Raoul Walsh
- 1964 : My Fair Lady de George Cukor
- 1967 : Camelot de Joshua Logan
- 1972 : 1776 de Peter H. Hunt
- 1972 : Billy le cave (Dirty Little Billy) de Stan Dragoti

### Comme réalisateur
- 1922 : A Dangerous Adventure en collaboration avec Sam Warner

### Comme scénariste
- 1929 : Sonny Boy d'Archie Mayo
- 1928 : Five and Ten Cent Annie de Roy Del Ruth

## Dans la fiction
Sauf indication contraire, les informations mentionnées dans cette section peuvent être confirmées par la base de données cinématographiques IMDb,  présente dans la section « Liens externes ».
Jack Warner est incarné par 
- Richard Dysart dans Bogie (1980)
- Michael Lerner dans This Year's Blonde (en) (1980)
- Jason Wingreen dans Malice in Wonderland (en) (1985)
- Mike Connors dans James Dean : Race with Destiny (1997)
- Tim Woodward (en) dans RKO 281 (1999)
- Len Kaserman dans Les Trois Stooges (2000)
- Richard M. Davidson (en) dans La vie avec Judy Garland : Moi et mes ombres (2001)
- Mark Rydell dans James Dean (2001)
- Danny Wells dans Gleason (en) (2002)
- Barry Langrishe dans Le Mystère de Natalie Wood (2004)
- Ben Kingsley dans Life (2015)
- Stanley Tucci dans Feud (2017)
- Kevin Dillon dans Reagan (2022)